# (25384) Partizánske
(25384) Partizánske, désignation internationale (25384) Partizanske, est un astéroïde de la ceinture principale.
Il est nommé en l’honneur de Partizánske, ville de Slovaquie occidentale.

## Description
(25384) Partizanske est un astéroïde de la ceinture principale. Il fut découvert le 18 octobre 1999 à l'Observatoire d'Ondřejov par Peter Kušnirák. Il présente une orbite caractérisée par un demi-grand axe de 3,16 UA, une excentricité de 0,08 et une inclinaison de 11,7° par rapport à l'écliptique.

## Compléments